# Фрегозо, Джакомо
Джа́комо Фрего́зо (итал. Giacomo Fregoso) или Джа́комо Ка́мпофрегозо (итал. Giacomo Camporegoso; 1340, Генуя — 1420, Генуя) — 12-й дож Генуэзской республики.

## Биография
Родился в Генуе около 1340 года. Его отец, Доменико ди Кампофрегозо, был избран дожем Генуи в 1370 году. Сам Джакомо получил продвинутое образование. Хроники характеризуют его как кроткого и ученого человека, известного литератора и философа своего времени. После получения диплом юриста он стал работать в торговой компании в Восточном Средиземноморье, а также принял участие в управлении маоной (откупной бизнес по сбору налогов) на острове Хиос. Пользуясь определенным коммерческим успехом, Джакомо принял участие в войнах, которые велись республикой, в частности завоеванием  Кипра в 1373. Вернувшись в Геную, он получил от отца задание оборонять восточную Ривьеру.
Когда Доменико свергли в 1378 году, вся семья Фрегозо была изгнана в ссылку. Джакомо находился вдали от Генуи в течение следующих двух догатов Антониотто Адорно и Николо Гуарко. Он вернулся в город только когда новый дож Леонардо Монтальдо обнародовал закон об амнистии в 1383 году. После своего возвращения Джакомо удалось несколько раз избираться в Совет Старейшин, который руководил республикой, и дож Адорно возложил на него обязанности организовать встречу папы Урбана VI в городе. Позднее он также был ответственным за дипломатические взаимоотношения республики с Амадеем VII, графом Савойи. В то же время он продолжал преследовать и личные экономические цели, в особенности в области маоны (откупного бизнеса).

## Правление
В 1390 году Генуя вошла в тяжелый правительственный кризис, приведший к тому, что дож Антониотто Адорно бежал из Генуи, чтобы укрыться в Савоне. Население Генуи собралось, чтобы избрать нового дожа, и 3 августа им стал Джакомо Кампофрегозо. Он был выбран населением в основном за известную всем способность управлять делами и за его политическую умеренность, что, по мнению жителей, могло, наконец, обеспечить мирное правление.
Умеренность Джакомо проявилась в 1391 году, когда Адорно привел своих сторонников в пригород Генуи Сестри-Поненте (около восьми сотен человек), чтобы вернуть себе власть. Несмотря на заверения о поддержке дожа против Адорно со стороны горожан, Джакомо не только решил не предпринимать каких-либо военных действий против армии бывшего дожа, но и вообще покинул Дворец дожей. В итоге без какого-либо сопротивления Адорно вступил в город и 6 апреля 1391 года провозгласил себя дожем. Хроники рассказывают, что Джакомо, отказавшись от поста по собственной воле, был приглашен Адорно на роскошный банкет, устроенный в его честь. Отношения между двумя правителями Республики казались дружественными, но новый бунт разрушил баланс, и Джакомо был заточен в замок Леричи, бывшую тюрьмы дожа Николо Гуарко, до 1396 года.

### Последние годы
Джакомо вернулся в Геную в 1398 году, был избран в Совет старейшин и назначен послом во Флоренцию и Пизу. В 1411 году, в возрасте 71 года, он был назначен комиссаром военно-морского флота и ответственным за отпор набегам пиратов.
Точная дата смерти Джакомо неизвестна, но историки считают наиболее вероятной датой 1420 год. Его тело было погребено в семейной усыпальнице, построенной его отцом на кладбище Санта-Марта, но на сегодняшний день его могила утрачена.